# Mont Kaputar
Le mont Kaputar est une montagne de 1 508 mètres d'altitude dans l'Est de l'Australie, près de Narrabri, dans le nord de la Nouvelle-Galles du Sud. Il fait partie de la chaîne Nandewar et du parc national du mont Kaputar.
C'est un important point de repère pour les voyageurs de la Newell Highway, car il surplombe la plaine environnante de façon abrupte. On prétend que par temps clair on peut voir environ un septième de la Nouvelle-Galles du Sud depuis son sommet. Au plus froid de l'hiver, la montagne peut recevoir quelques flocons de neige,.
Le sommet est accessible à partir de Narrabri par une piste longue de 57 km, sinueuse et très étroite qui est en partie goudronnée.
Le sommet dispose d'un belvédère. À proximité, se trouvent Governor Lookout, Eckfords Lookout et Dawson Spring où l'on peut trouver des cabines, des tables de pique-nique et des installations de camping. 
Le mont Kaputar est formé des restes d'un volcan éteint, actif il y a environ 18 millions d'années. Le mont Lindesay, à proximité, était probablement le centre du volcan. 
La végétation prédominante sur la montagne est constituée de forêts sclérophylles sèches.

## Faune

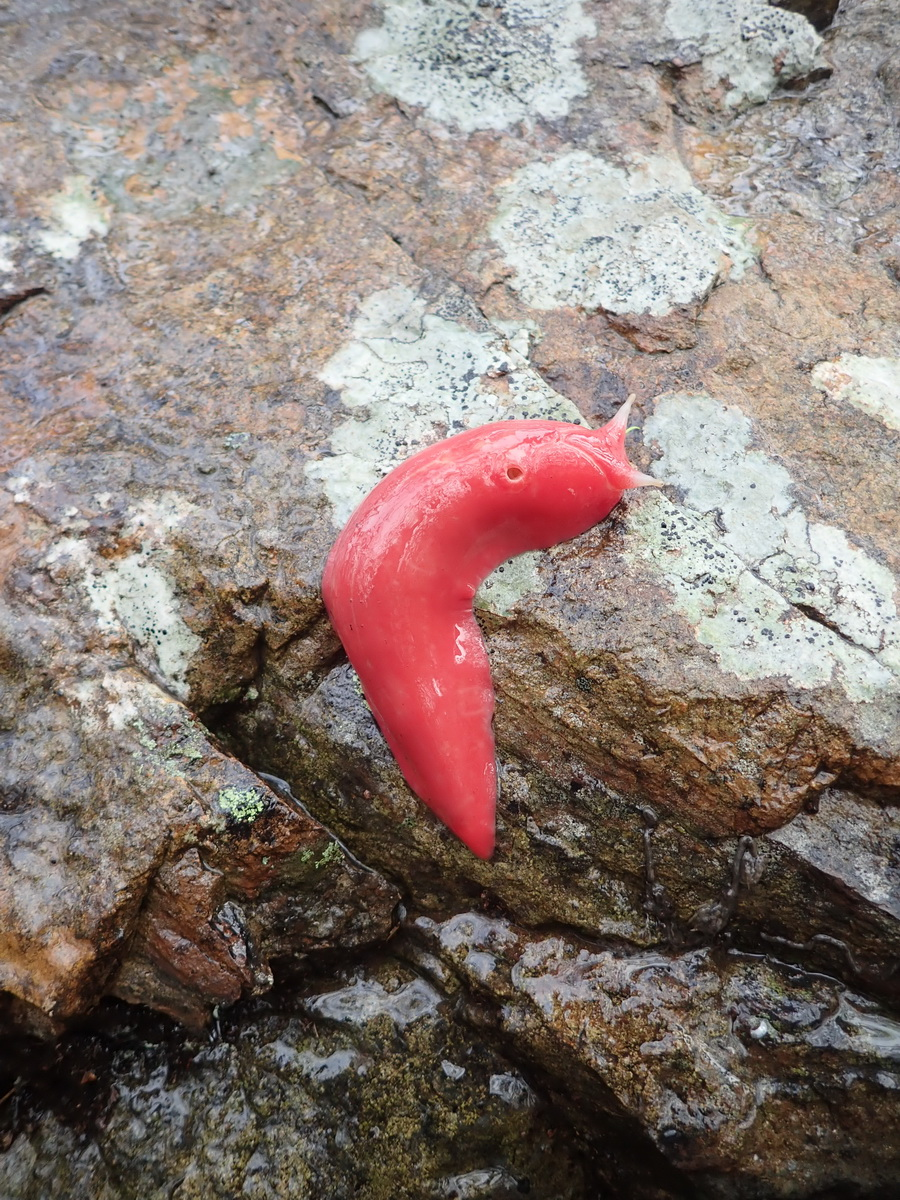
Une limace Triboniophorus sp. nov. 'Kaputar' en train de manger du lichen (février 2020).

Le mont Kaputar abrite une grande limace rose vif, Triboniophorus sp. nov. 'Kaputar' (jusqu'à 20 cm). Cette espèce récemment découverte n'a pas encore de nom définitif. Elle est endémique de ce sommet et 90 % de sa population aurait péri lors des feux de brousse de 2019-2020. Selon un responsable du parc national du Mont Kaputar, on y trouverait aussi trois espèces d'escargots carnivores (famille des Rhytididae (en)).

Vue panoramique depuis le sommet du mont Kaputar.